# Hi no Tori
Singles de Mika Nakashima
Seven
(2004) Legend
(2004)
Hi no Tori est le 12e single de Mika Nakashima sorti sous le label Sony Music Associated Records le 2 juin 2004 au Japon. Il atteint la 3e place du classement de l'Oricon pour un total de 40 000 exemplaires vendus.
Hi no Tori a été utilisé comme musique de générique de fin de l'anime Hi no Tori(Phénix), diffusé sur NHK. Elle se trouve sur l'album MUSIC.

## Liste des titres
| 1. | Hi no Tori (火の鳥)                | Reiko Yukawa     | Hidekazu Uchiike | 4:35 |
| 2. | Missing                            | Kubota Toshinobu | Kubota Toshinobu | 4:22 |
| 3. | Hi no Tori (Instrumental) (火の鳥) | Reiko Yukawa     | Hidekazu Uchiike | 4:34 |

Vinyl
| 1. | Hi no Tori (火の鳥) | Reiko Yukawa     | Hidekazu Uchiike | 4:35 |
| 2. | Missing             | Kubota Toshinobu | Kubota Toshinobu | 4:22 |

| 1. | Hi no Tori (Instrumental) (火の鳥) | Reiko Yukawa | Hidekazu Uchiike | 4:34 |